# Geratarma manapourensis
Geratarma manapourensis är en insektsart som beskrevs av Mali B. Malipatil 1977. Geratarma manapourensis ingår i släktet Geratarma och familjen Rhyparochromidae. Inga underarter finns listade i Catalogue of Life.